# Fernando Vázquez de Menchaca
Fernando Vázquez de Menchaca (Valladolid, 1512 – Siviglia, 1569) è stato un giurista e umanista spagnolo del XVI secolo, membro della Scuola di Salamanca.

## Biografia
Fernando Vázquez de Menchaca fu inizialmente un funzionario fiscale nella sua città natale Valladolid, dove studiò diritto romano dal 1538 e dal 1541 all'Università di Salamanca. Nel 1551 divenne docente di Istituzioni giustinianee a Salamanca. La sua carriera lo portò un anno dopo a essere giudice presso la Corte suprema del Regno di Siviglia e da lì di nuovo al Ministero del tesoro supremo a Valladolid nel 1553. In qualità di inviato del re Filippo II, prese parte al Concilio di Trento nel 1561 con Diego de Covarrubias y Leiva. Nel 1567 fu nominato secolare legale canonico a Siviglia.

## Pensiero economico
Fernando Vázquez di Menchaca studiò la prescrizione come forma giuridica che dà origine alla proprietà, cioè la norma legale di concedere il possesso di un bene a coloro che lo godono da tempo. Si tratta della vecchia idea scolastica che nei primi stadi dell'umanità, per diritto naturale, tutto era in comune, senza alcuna divisione di proprietà. La divisione delle proprietà nacque dal diritto delle persone secondarie, un diritto che per Vázquez de Menchaca è considerato simile al diritto civile.
È anche rilevante la sua discussione sull'impossibilità dell'appropriazione dei mari perché è stata una fonte di ispirazione per Grozio. Attraverso di esso, gli approcci di Menchaca dovevano diffondersi nel XVII secolo in tutto il continente nella "grande battaglia libresca" sulla libertà dei mari (mare liberum).

## Influenza culturale
Sia i ribelli olandesi sia Samuel Rutherford utilizzarono gli argomenti repubblicani di Vázquez per difendere le proprie cause. Fu anche regolarmente indicato da pensatori europei come Altusio o Grozio. Vi sono ancora dibattiti sull'importanza del pensiero di Vázquez de Menchaca: se il suo pensiero fosse in continuità con la scuola di Salamanca e del Medioevo, o al contrario se egli fosse un precursore del pensiero moderno. Per Carpintero Benítez, "Vázquez è il primo autore che conosciamo nella cui dottrina sulla comunità politica la ragione - creatrice del potere politico - e la natura sembrano chiaramente contrapposte, secondo cui non esiste società umana o potere politico; a tal fine usò parte del bagaglio intellettuale medievale, ordinandone e radicalizzandone il contenuto, e lo trasmise all'età moderna. Pertanto, il nostro autore può essere considerato un valente predecessore della tendenza giusnaturalista rappresentata fondamentalmente da Hobbes, Locke e Rousseau".

## Opere
- (LA) Controversiarum illustrium aliarumque usu frequentium, Frankfurt am Main, Johann Theobald Schönwetter, 1599.
  - (LA) Controversiarum illustrium aliarumque usu frequentium, Frankfurt am Main, Johann Theobald Schönwetter, 1668.
- De successionum creatione, progressu et resolutione, Salamanca, 1559.
  - (LA) De successionum progressu, vol. 2, Venezia, Girolamo Scoto, 1573.
  - (LA) De successionum resolutione, vol. 3, Venezia, Girolamo Scoto, 1573.
- De Successionibus et ultimis voluntatibus, Libri IX, in tre tomos divisi, Colonia, 1612.